# Holothuria brauni
Holothuria brauni is een zeekomkommer uit de familie Holothuriidae.
De wetenschappelijke naam van de soort werd in 1912 gepubliceerd door Herman Helfer.